# Gewerenoorlog
De Gewerenoorlog was een gewapend conflict tussen de Basotho en de Britse Kaapkolonie van 1880 tot 1881.

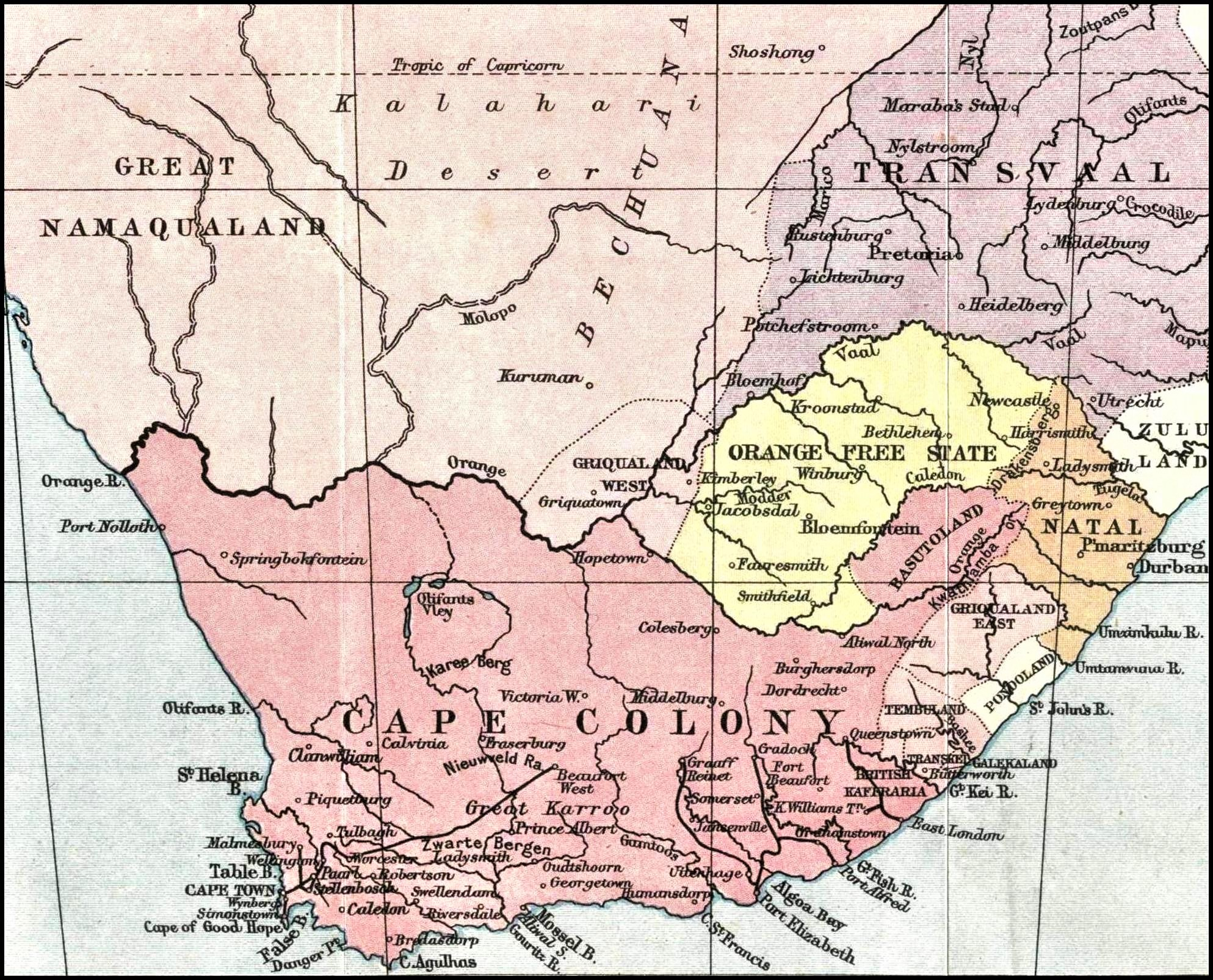
Kaart van Zuid-Afrika uit 1878 waarin Basutoland als onderdeel van de Kaap wordt weergeven.

## Verloop

### Voorgeschiedenis
In 1868 was Basutoland (het huidige Lesotho), aan de verliezende hand in de Basotho-oorlogen met de Oranje Vrijstaat, op verzoek van koning Moshoeshoe I tot Brits protectoraat uitgeroepen. Een jaar na de dood van Moshoeshoe in 1870 werd Basutoland - zonder toestemming van de Basotho - geannexeerd door de Britse Kaapkolonie. De regering kwam in handen van Britse magistraten en het volk werd van hun land gedreven om plaats te maken voor blanke kolonisten.

### Oorlog
In 1879 kwamen de stamhoofden van Zuid-Basutoland in opstand en werden Kaapse troepen ingezet om de orde te herstellen. Het jaar daarop werd de huttenbelasting verdubbeld en moesten alle Basotho hun geweren inleveren. In september viel een Kaaps leger de rebellen aan en in oktober sloegen de rebellen met succes terug bij Qalabani.

### Vrede
In april 1881 sloot de Kaap vrede met de Basotho. Hoewel ze hun geweren mochten houden werd er een jaarlijkse wapenbelasting geheven, maar dit is nooit nageleefd. In 1884 kreeg Basutoland weer enige mate van zelfbeschikking toen het werd uitgeroepen tot een aparte Britse kroonkolonie, los van de Kaap.